# Genómica personal
La genómica personal es la rama de la genómica que se ocupa de la secuenciación y análisis del genoma de un individuo. La etapa de tipificación del genoma emplea técnicas particulares, incluyendo polimorfismo de nucleótido único (SNP, por sus siglas en inglés) chips de análisis (típicamente 0.02% del genoma), o secuenciación parcial o total del genoma. Una vez los genotipos son conocidos, el genotipo del individuo puede ser comparado con la literatura publicada para determinar la similitud de presencia de características y el riesgo de enfermedad.
Los secuenciadores automáticos han aumentado la velocidad y reducido el costo de secuenciación, volviéndolo viable para ofrecer exámenes genéticos a los consumidores.

## Costo de secuenciación del genoma de un individuo

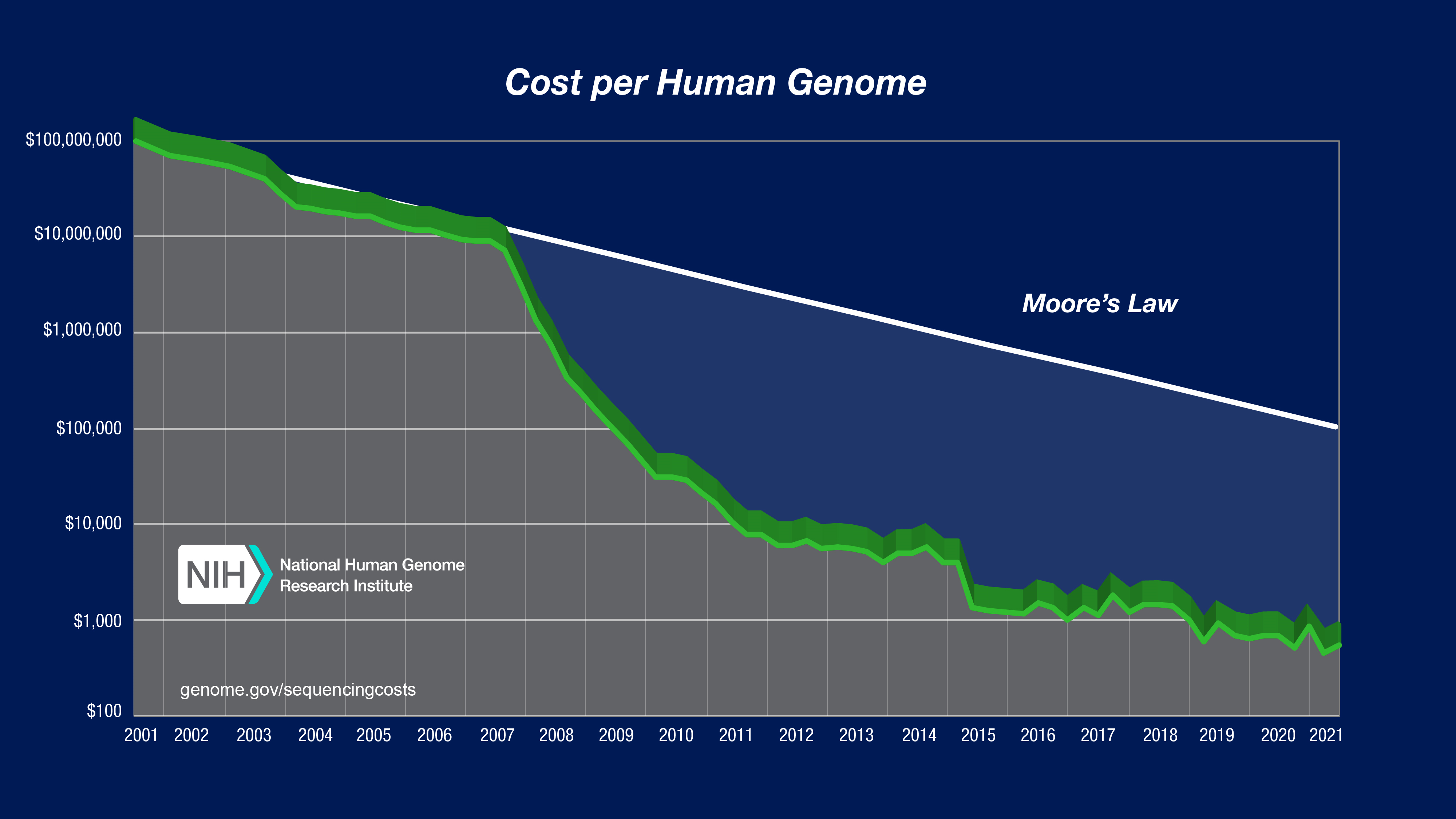
El costo típico de secuenciación del genoma de una persona, mostrado en una escala logarítmica. Nótese la tendencia drástica más rápida que el principio de la ley de Moore en enero de 2008 cuando las herramientas posteriores a la secuenciación de Sanger estuvieron disponibles en línea en los centros de secuenciación.

El costo de secuenciación de un genoma humano está disminuyendo rápidamente, debido al continuo desarrollo de nuevas tecnologías de secuenciación de ADN más rápidas y económicas.

## Cultura popular
La película de ciencia ficción de 1997 GATTACA presenta una sociedad futura, donde la genómica personal está disponible para todos, y explora su impacto social.